# Aleko Aptsiauri
Aleko Aptsiauri (1 mei 1990) is een Georgisch voetbalscheidsrechter. Hij is in dienst van de FIFA en UEFA sinds 2024. Ook leidt hij wedstrijden in de Erovnuli Liga.
Op 1 december 2019 leidde Aptsiauri zijn eerste wedstrijd op het hoogste Georgische niveau, tussen Torpedo Koetaisi en Tsjichoera Satsjchere; het eindigde in 1–2 en de scheidsrechter trok vijfmaal een gele kaart. Zijn eerste interland floot hij op 25 maart 2025, toen Azerbeidzjan met 0–2 verloor van Wit-Rusland door doelpunten van Pavel Zabelin en Mikita Dzemtsjanka. Tijdens dit duel gaf Aptsiauri twee gele kaarten, gelijk verdeeld over de teams.

## Interlands
| Datum         | Plaats              | Wedstrijd                  | Uitslag | Competitie        | Kreeg geel | Kreeg voor de tweede keer geel en dus rood | Weggestuurd |
| ------------- | ------------------- | -------------------------- | ------- | ----------------- | ---------- | ------------------------------------------ | ----------- |
| 25 maart 2025 | Bakoe, Azerbeidzjan | Azerbeidzjan – Wit-Rusland | 0 – 2   | Vriendschappelijk | 2          | 0                                          | 0           |

Laatst bijgewerkt op 27 maart 2025.